# Amped
Amped (även Amped: Freestyle Snowboarding, i Japan Tenku: Freestyle Snowboarding är ett snowboardspel utvecklat av Indie Built och utgivet av Microsoft Studios. Spelet släpptes exklusivt för Xbox under konsolens lansering den 20 november 2001. 
Det beskrivs som ett av de svårare spelen i genren, speciellt mot dess störste konkurrent SSX. 
Amped har fått två uppföljare, Amped 2 samt Amped 3 till Xbox 360.  